# Susana Harp

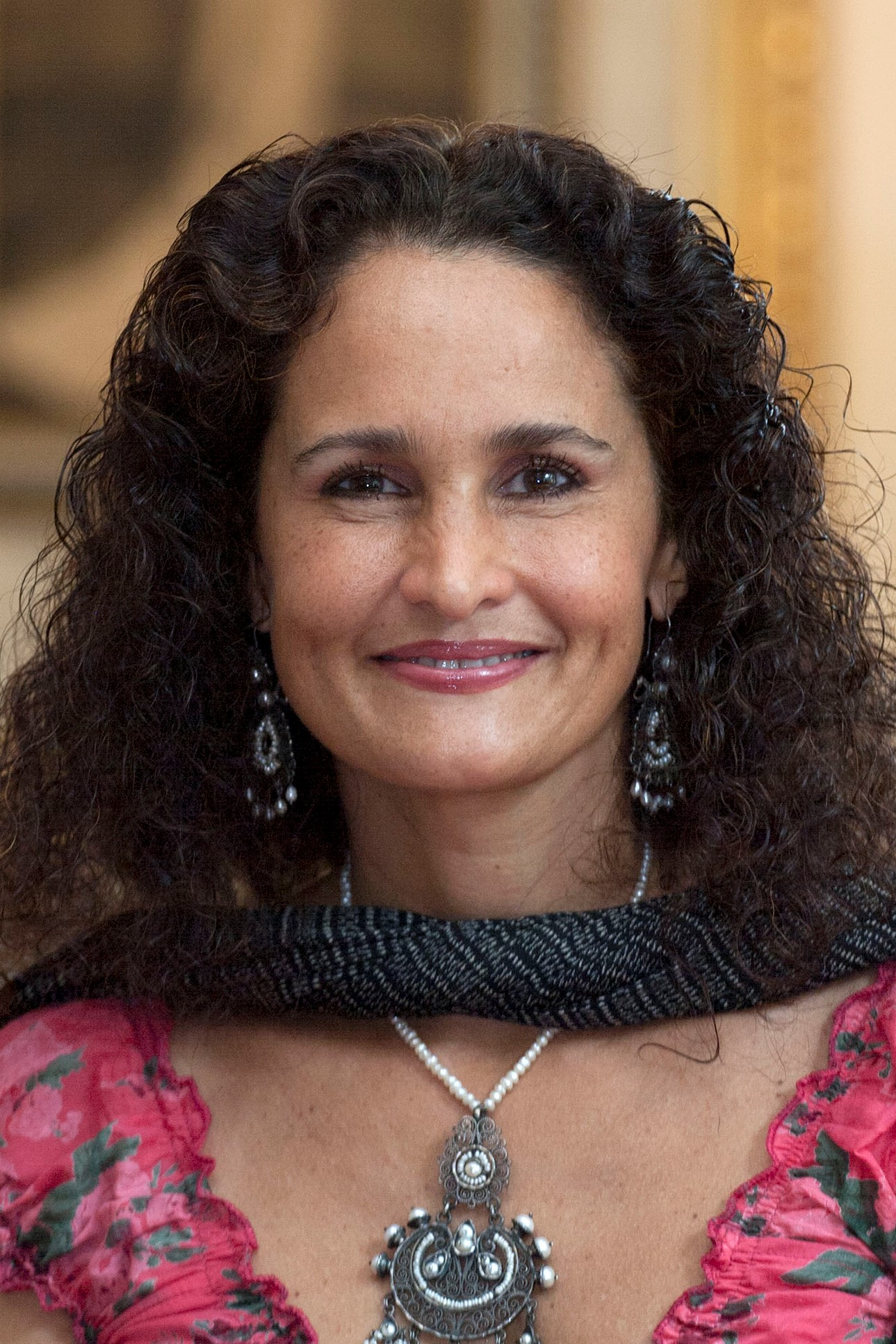
Susana Harp (2014)

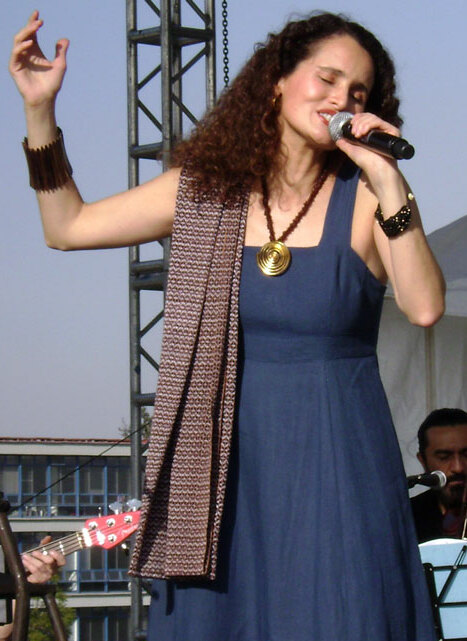
Konzert von Susana Harp 2008

Susana Harp Iturribarria (* 8. April 1968 in Oaxaca de Juárez) ist eine mexikanische Sängerin und Politikerin. Sie vertritt seit 2018 den südmexikanischen Bundesstaat Oaxaca als Senatorin.

## Herkunft und Ausbildung
Susana Harp wurde 1968 in Oaxaca, der Hauptstadt des gleichnamigen südmexikanischen Bundesstaates geboren, wo auch ihre Mutter Alicia Iturribarría Bolaños herstammte, ihr Vater Antonio Harp Abud war gebürtiger Libanese. In ihrem Interesse für Musik wurde sie von ihrem Großvater Jorge Fernando Iturribarria beeinflusst. Mit 16 Jahren begann sie eine Gesangsausbildung, konzentrierte sich aber zunächst auf ihr Psychologiestudium. Mit 22 Jahren zog sie nach Mexiko-Stadt, wo sie eine Ausbildung in Gestalttherapie anschloss und einen Master in Neuro-Linguistischem Programmieren erwarb.

## Gesangskarriere
1996 startete sie in ihre Musikkarriere mit dem Projekt „Xquenda“, in dem sie Songs in den Indigenensprachen Otomí und Zapotekisch und auch Spanisch sang. In der Folge wurde die „Xquenda Cultural Association“ gegründet, die die Unterstützung indigener Kulturprogramme zum Ziel hat. Auch aztekische und mixtekische-Texte waren in ihrem Repertoire, ebenso Lieder in der Tradition der marginalisierten Mexikaner afrikanischer Abstammung.
Harp trat in großen Konzertsälen in Amerika und Europa auf und warb auf großen Festivals in Mexiko für dessen traditionelle Musik.
Sie veröffentlichte acht Studioalben, sie unterstützt mehr als 50 kulturelle Projekte, sowohl für unabhängige Künstler als auch für indigene Gemeinschaften.

## Politik

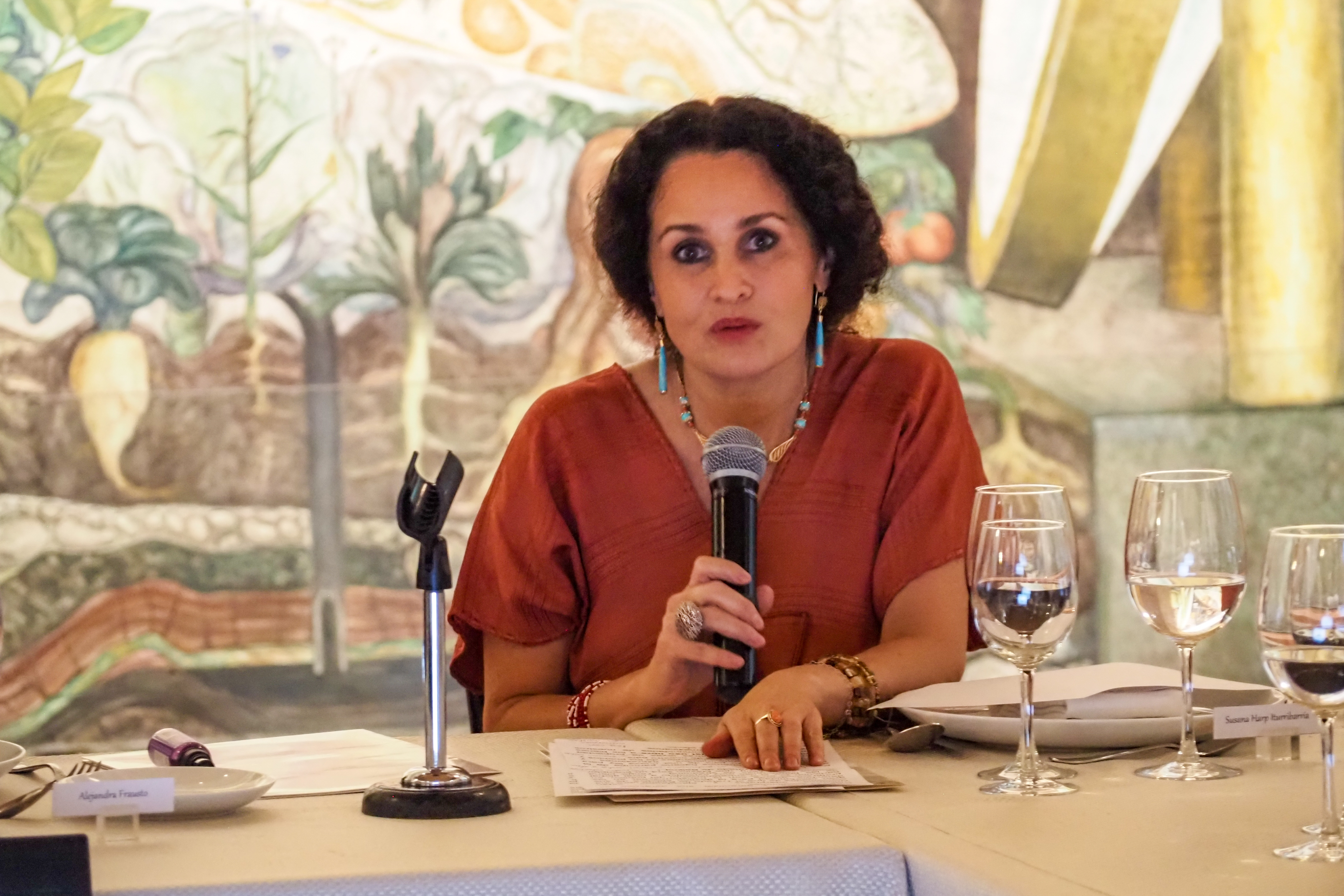
Senatorin Susana Harp (2022)

Im Dezember 2017 wurde Harp für den 2014 gegründeten Movimiento Regeneración Nacional (Morena) an, als Koordinatorin der Partei für den Bundesstaat Oaxaca. Diese Position führte direkt zur Kandidatur für den Senat 2018. Sie wurde gewählt und wurde am 1. September 2018 Senatorin des 69. mexikanischen Kongresses. Dort wurde sie zur Präsidentin der Kulturkommission gewählt.
Auch in ihrer politischen Arbeit setzte sie sich für die Rechte der afro-mexikanischen und indigenen Gemeinschaften ein, etwa bei der Verteidigung gegen Plagiate ihrer kulturellen Leistungen, beim Kampf um eine nachhaltige ökologische Entwicklung und auch um die Anerkennung von traditionellem Wissen wie z. B. von Hebammen.
Eine ihrer wichtigsten Erfolge war eine Verfassungsreform für die Anerkennung der Rechte afro-mexikanischer und indigener Völker und Gemeinschaften.

## Diskographie
- 1997 Xquenda.
- 2000 Béele Crúu.
- 2002 Mi Tierra.
- 2003 Arriba del Cielo. (Up the Sky)
- 2005 Ahora. (Now)
- 2008 Fandangos de Ébano. (Ebony Fandangos)
- 2009 De Jolgorios y Velorios. (Of revelry and Wakes)
- 2010 Mi Tierra, Vol II.
- 2014 Misterios gozosos.